# 11450 Shearer
11450 Shearer (1979 QJ1) là một tiểu hành tinh vành đai chính được phát hiện ngày 22 tháng 8 năm 1979 bởi C.-I. Lagerkvist ở Đài thiên văn Nam Âu.